# Giada Greggi
Giada Greggi (Roma, 18 febbraio 2000) è una calciatrice italiana, centrocampista della Roma e della nazionale italiana.

## Biografia
Nata in una famiglia che comprende diversi appassionati di calcio (anche suo fratello e suo zio hanno giocato a lungo), dopo aver imparato danza classica per alcuni anni ha iniziato a giocare su incoraggiamento della madre.
Nel corso della sua carriera, Greggi ha spesso indossato la maglia numero 20, un valore dato dalla somma fra il giorno (18) e il mese (2, cioè febbraio) della sua data di nascita.

## Caratteristiche tecniche
Pur avendo sperimentato diversi ruoli nei suoi primi anni di gioco, col tempo si è stanziata a centrocampo. Principalmente operante nel ruolo di regista, ma impiegabile anche da trequartista e mezzapunta, ha nella resistenza allo sforzo fisico, nel senso della posizione e nelle notevoli abilità tecniche le sue doti migliori.
Ha citato Lionel Messi come suo principale modello d'ispirazione, ma ha indicato anche Valentina Cernoia e Aurora Galli come punti di riferimento per il suo ruolo in campo.
Nel novembre 2019 Greggi ha vinto il premio di European Golden Girl riservato alla miglior calciatrice italiana under 21, assegnato dal quotidiano sportivo Tuttosport.

## Carriera

### Club
Giada Greggi ha iniziato a giocare a calcio a sette anni, unendosi alle scuole calcio maschili, ma ha dato il via alla sua vera e propria carriera calcistica nella Res Roma, con la quale, grazie all'allenatore delle giallorosse Fabio Melillo, ha fatto il suo debutto in Serie A già nella stagione 2014-2015, a soli 14 anni. Con la Res Roma, Greggi ha anche vinto il Campionato Primavera per tre stagioni consecutive, dal 2015 al 2017.
Nell'estate 2018, in seguito alla cessione del titolo sportivo di Serie A della Res Roma alla Roma, Greggi ha ricevuto l'opportunità di unirsi alla neonata squadra della Lupa, coronando il sogno di poter vestire la maglia della sua squadra del cuore, nonché della sua città natale. Nella storica prima stagione della Roma, Greggi ha disputato quasi tutte le partite di campionato, realizzando anche due reti.
All'inizio del 2020, in seguito a una decisione della compagna di squadra Elisa Bartoli, ha anche indossato la fascia da capitano della Roma per un breve periodo di tempo. La stagione 2020-2021 è stata invece funestata da un infortunio occorso il 3 ottobre 2020, durante la partita di campionato contro il Verona, quando Greggi ha riportato la rottura del legamento crociato anteriore del ginocchio destro. Dopo essere stata a lungo fuori dal campo e aver recuperato completamente dall'infortunio, Greggi è tornata a giocare nelle ultime partite di campionato, avendo anche l'occasione di partecipare alla vittoria della Coppa Italia, primo titolo nella storia delle giallorosse.
Nella stagione successiva la centrocampista ha riconquistato un posto da titolare nella Roma, andando spesso a formare una coppia di centrocampo con Manuela Giugliano. Al termine del girone d'andata ha rinnovato il proprio contratto con la società giallorossa fino al 30 giugno 2025.
Lungo l'annata 2022-2023, dopo aver contribuito alla vittoria della Supercoppa italiana, partecipa per la prima volta alla UEFA Women's Champions League, in cui la Roma raggiunge i quarti di finale. Il 29 aprile 2023 segna una delle due reti nella vittoria per 2-1 in campionato contro la Fiorentina, che permette alla formazione giallorossa di conquistare il primo scudetto della sua storia.
Nell'ottobre del 2023 Greggi rinnova il proprio contratto con la Roma fino al 30 giugno 2027.

### Nazionale

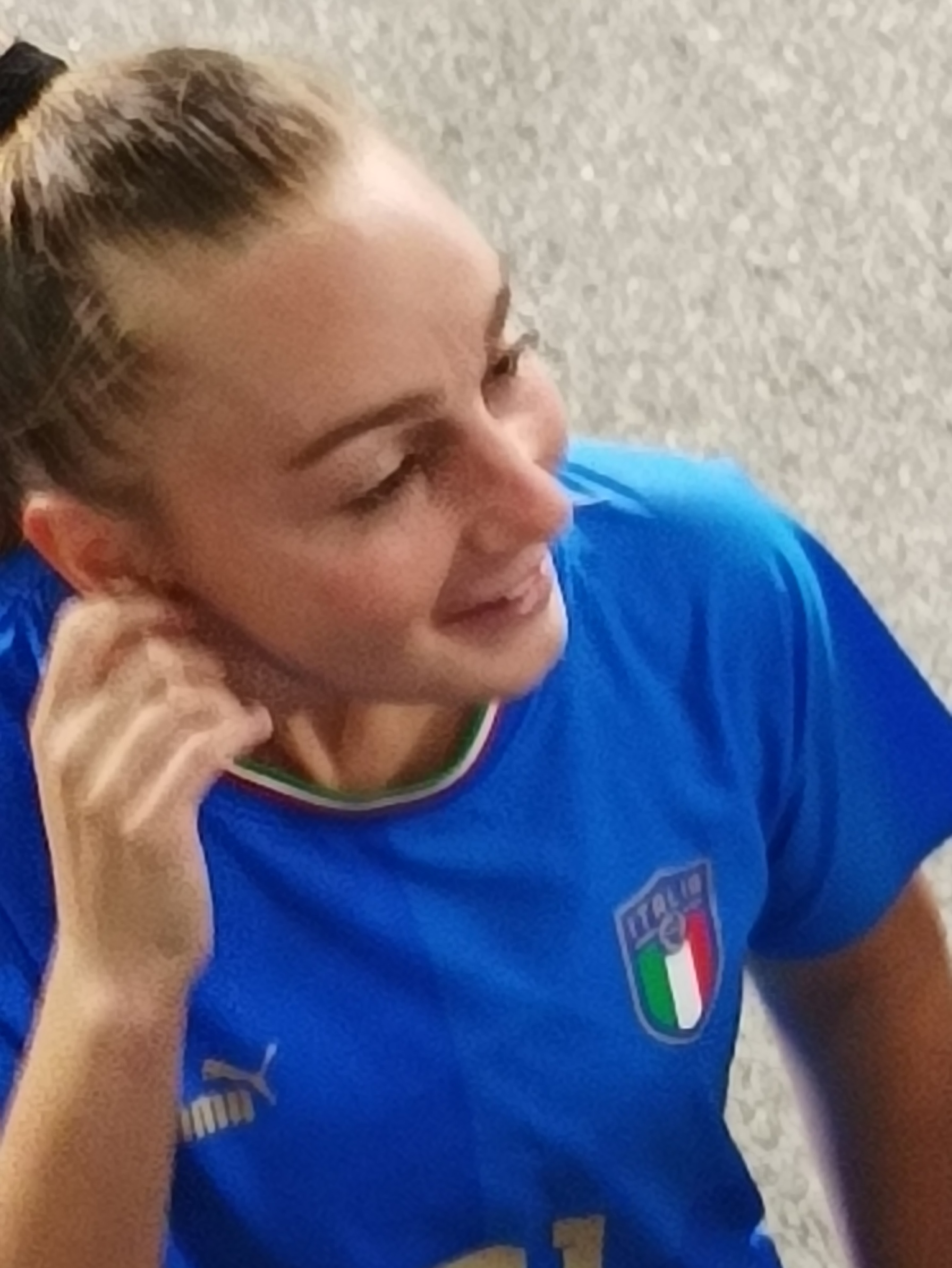
Greggi con la maglia della nazionale maggiore al termine dell'incontro con la del 6 settembre 2022.

Grazie alle sue prestazioni in campionato, Greggi è stata convocata dai responsabili delle nazionali giovanili per vestire la maglia delle Azzurrine Under-15, venendo poi inclusa nell'Under-17 guidata dal selezionatore Enrico Sbardella: con quest'ultima, la centrocampista ha debuttato in una competizione ufficiale UEFA l'11 aprile 2015, allo stadio comunale B. Bonelli di Montepulciano, nella partita vinta per 2-0 (con doppietta di Annamaria Serturini) sulle pari età della Bielorussia e valida per la Fase Élite delle qualificazioni all'edizione 2015 del campionato europeo di categoria. È scesa in campo anche tre giorni più tardi, nell'incontro perso per 5-0 con la Germania Under-17, allora campione d'Europa in carica. In seguito, Greggi ha fatto parte anche della nazionale under 19 italiana.
Giada Greggi è stata convocata da Milena Bertolini per la prima volta nella nazionale maggiore nel settembre 2019, in occasione di due partite valide per le qualificazioni al campionato europeo 2022. Ha così debuttato in nazionale l'8 ottobre seguente, nella partita vinta per 2-0 sulla Bosnia ed Erzegovina, in cui è entrata in campo nei minuti finali al posto di Martina Rosucci. Greggi è stata riconfermata in Nazionale anche il mese successivo, marcando la sua seconda presenza in nazionale il 12 novembre 2019, nella partita vinta per 5-0 su Malta, in cui ha anche realizzato la sua prima rete in maglia azzurra nei minuti di recupero.

## Statistiche

### Presenze e reti nei club
Statistiche aggiornate al 2 marzo 2025.
| Stagione        | Squadra         | Campionato      | Campionato | Campionato | Coppe nazionali | Coppe nazionali | Coppe nazionali | Coppe continentali | Coppe continentali | Coppe continentali | Altre coppe | Altre coppe | Altre coppe | Totale | Totale |
| Stagione        | Squadra         | Comp            | Pres       | Reti       | Comp            | Pres            | Reti            | Comp               | Pres               | Reti               | Comp        | Pres        | Reti        | Pres   | Reti   |
| --------------- | --------------- | --------------- | ---------- | ---------- | --------------- | --------------- | --------------- | ------------------ | ------------------ | ------------------ | ----------- | ----------- | ----------- | ------ | ------ |
| 2014-2015       | Res Roma        | A               | 15         | 0          | CI              | ?               | ?               | -                  | -                  | -                  | -           | -           | -           | 15+    | 0+     |
| 2015-2016       | Res Roma        | A               | 17         | 0          | CI              | 5               | 3               | -                  | -                  | -                  | -           | -           | -           | 22     | 3      |
| 2016-2017       | Res Roma        | A               | 19         | 1          | CI              | 1               | 0               | -                  | -                  | -                  | -           | -           | -           | 20     | 1      |
| 2017-2018       | Res Roma        | A               | 18         | 1          | CI              | 3               | 1               | -                  | -                  | -                  | -           | -           | -           | 21     | 2      |
| Totale Res Roma | Totale Res Roma | Totale Res Roma | 69         | 2          |                 | 9+              | 4+              |                    | -                  | -                  |             | -           | -           | 78+    | 6+     |
| 2018-2019       | Roma            | A               | 21         | 2          | CI              | 4               | 2               | -                  | -                  | -                  | -           | -           | -           | 25     | 4      |
| 2019-2020       | Roma            | A               | 13         | 0          | CI              | 3               | 0               | -                  | -                  | -                  | -           | -           | -           | 16     | 0      |
| 2020-2021       | Roma            | A               | 4          | 0          | CI              | 1               | 0               | -                  | -                  | -                  | SI          | -           | -           | 5      | 0      |
| 2021-2022       | Roma            | A               | 18         | 0          | CI              | 6               | 0               | -                  | -                  | -                  | SI          | 0           | 0           | 24     | 0      |
| 2022-2023       | Roma            | A               | 25         | 3          | CI              | 4               | 0               | UWCL               | 11                 | 0                  | SI          | 1           | 0           | 40     | 3      |
| 2023-2024       | Roma            | A               | 24         | 4          | CI              | 5               | 0               | UWCL               | 7                  | 0                  | SI          | 1           | 0           | 37     | 4      |
| 2024-2025       | Roma            | A               | 19         | 2          | CI              | 3               | 1               | UWCL               | 8                  | 0                  | SI          | 1           | 0           | 31     | 3      |
| Totale Roma     | Totale Roma     | Totale Roma     | 124        | 11         |                 | 26              | 3               |                    | 26                 | 0                  |             | 3           | 0           | 178    | 14     |
| Totale carriera | Totale carriera | Totale carriera | 193        | 13         |                 | 35+             | 7+              |                    | 26                 | 0                  |             | 3           | 0           | 256+   | 20+    |

### Cronologia presenze e reti in nazionale
| Cronologia completa delle presenze e delle reti in nazionale ― Italia | Cronologia completa delle presenze e delle reti in nazionale ― Italia | Cronologia completa delle presenze e delle reti in nazionale ― Italia | Cronologia completa delle presenze e delle reti in nazionale ― Italia | Cronologia completa delle presenze e delle reti in nazionale ― Italia | Cronologia completa delle presenze e delle reti in nazionale ― Italia | Cronologia completa delle presenze e delle reti in nazionale ― Italia | Cronologia completa delle presenze e delle reti in nazionale ― Italia |
| Data                                                                  | Città                                                                 | In casa                                                               | Risultato                                                             | Ospiti                                                                | Competizione                                                          | Reti                                                                  | Note                                                                  |
| --------------------------------------------------------------------- | --------------------------------------------------------------------- | --------------------------------------------------------------------- | --------------------------------------------------------------------- | --------------------------------------------------------------------- | --------------------------------------------------------------------- | --------------------------------------------------------------------- | --------------------------------------------------------------------- |
| 8-10-2019                                                             | Palermo                                                               | Italia                                                                | 2 – 0                                                                 | Bosnia ed Erzegovina                                                  | Qual. Euro 2022                                                       | -                                                                     | 79’                                                                   |
| 12-11-2019                                                            | Castel di Sangro                                                      | Italia                                                                | 5 – 0                                                                 | Malta                                                                 | Qual. Euro 2022                                                       | 1                                                                     | 57’                                                                   |
| 8-4-2022                                                              | Parma                                                                 | Italia                                                                | 7 – 0                                                                 | Lituania                                                              | Qual. Mondiali 2023                                                   | -                                                                     | 70’                                                                   |
| 2-9-2022                                                              | Chișinău                                                              | Moldavia                                                              | 0 – 8                                                                 | Italia                                                                | Qual. Mondiali 2023                                                   | -                                                                     | 46’                                                                   |
| 6-9-2022                                                              | Ferrara                                                               | Italia                                                                | 2 – 0                                                                 | Romania                                                               | Qual. Mondiali 2023                                                   | -                                                                     | 66’                                                                   |
| 10-10-2022                                                            | Genova                                                                | Italia                                                                | 0 – 1                                                                 | Brasile                                                               | Amichevole                                                            | -                                                                     | 63’                                                                   |
| 16-2-2023                                                             | Milton Keynes                                                         | Italia                                                                | 1 – 2                                                                 | Belgio                                                                | Arnold Clark Cup 2023                                                 | -                                                                     |                                                                       |
| 19-2-2023                                                             | Coventry                                                              | Inghilterra                                                           | 2 – 1                                                                 | Italia                                                                | Arnold Clark Cup 2023                                                 | -                                                                     | 79’                                                                   |
| 22-2-2023                                                             | Bristol                                                               | Corea del Sud                                                         | 1 – 2                                                                 | Italia                                                                | Arnold Clark Cup 2023                                                 | -                                                                     | 66’                                                                   |
| 14-7-2023                                                             | Auckland                                                              | Nuova Zelanda                                                         | 0 – 1                                                                 | Italia                                                                | Amichevole                                                            | -                                                                     | 55’                                                                   |
| 24-7-2023                                                             | Auckland                                                              | Italia                                                                | 1 – 0                                                                 | Argentina                                                             | Mondiali 2023 - Fase a gironi                                         | -                                                                     | 58’                                                                   |
| 29-7-2023                                                             | Wellington                                                            | Svezia                                                                | 5 – 0                                                                 | Italia                                                                | Mondiali 2023 - Fase a gironi                                         | -                                                                     | 59’                                                                   |
| 2-8-2023                                                              | Wellington                                                            | Sudafrica                                                             | 3 – 2                                                                 | Italia                                                                | Mondiali 2023 - Fase a gironi                                         | -                                                                     | 83’                                                                   |
| 22-9-2023                                                             | San Gallo                                                             | Svizzera                                                              | 0 – 1                                                                 | Italia                                                                | UEFA Women's Nations League 2023-2024 - Fase a gironi                 | -                                                                     | 78’                                                                   |
| 27-10-2023                                                            | Salerno                                                               | Italia                                                                | 0 – 1                                                                 | Spagna                                                                | UEFA Women's Nations League 2023-2024 - Fase a gironi                 | -                                                                     | 72’                                                                   |
| 31-10-2023                                                            | Malmö                                                                 | Svezia                                                                | 1 – 1                                                                 | Italia                                                                | UEFA Women's Nations League 2023-2024 - Fase a gironi                 | -                                                                     | 64’                                                                   |
| 5-12-2023                                                             | Parma                                                                 | Italia                                                                | 3 – 0                                                                 | Svizzera                                                              | UEFA Women's Nations League 2023-2024 - Fase a gironi                 | -                                                                     |                                                                       |
| 23-2-2024                                                             | Bagno a Ripoli                                                        | Italia                                                                | 0 – 0                                                                 | Irlanda                                                               | Amichevole                                                            | -                                                                     | 75’                                                                   |
| 5-4-2024                                                              | Cosenza                                                               | Italia                                                                | 2 – 0                                                                 | Paesi Bassi                                                           | Qual. Euro 2025                                                       | -                                                                     | 57’                                                                   |
| 9-4-2024                                                              | Helsinki                                                              | Finlandia                                                             | 2 – 1                                                                 | Italia                                                                | Qual. Euro 2025                                                       | -                                                                     | 60’                                                                   |
| 31-5-2024                                                             | Oslo                                                                  | Norvegia                                                              | 0 – 0                                                                 | Italia                                                                | Qual. Euro 2025                                                       | -                                                                     | 63’                                                                   |
| 4-6-2024                                                              | Ferrara                                                               | Italia                                                                | 1 – 1                                                                 | Norvegia                                                              | Qual. Euro 2025                                                       | -                                                                     | 54’                                                                   |
| 12-7-2024                                                             | Sittard                                                               | Paesi Bassi                                                           | 0 – 0                                                                 | Italia                                                                | Qual. Euro 2025                                                       | -                                                                     | 62’                                                                   |
| 16-7-2024                                                             | Bolzano                                                               | Italia                                                                | 4 – 0                                                                 | Finlandia                                                             | Qual. Euro 2025                                                       | -                                                                     |                                                                       |
| 25-10-2024                                                            | Roma                                                                  | Italia                                                                | 5 – 0                                                                 | Malta                                                                 | Amichevole                                                            | -                                                                     | 62’                                                                   |
| 29-10-2024                                                            | Vicenza                                                               | Italia                                                                | 1 – 1                                                                 | Spagna                                                                | Amichevole                                                            | -                                                                     | 55’                                                                   |
| 2-12-2024                                                             | Bochum                                                                | Germania                                                              | 1 – 2                                                                 | Italia                                                                | Amichevole                                                            | -                                                                     | 78’                                                                   |
| 21-2-2025                                                             | Monza                                                                 | Italia                                                                | 1 – 0                                                                 | Galles                                                                | UEFA Women's Nations League 2025 - Fase a gironi                      | -                                                                     | 63’                                                                   |
| 3-7-2025                                                              | Sion                                                                  | Belgio                                                                | 0 – 1                                                                 | Italia                                                                | Euro 2025 - Fase a gironi                                             | -                                                                     | 54’                                                                   |
| 7-7-2025                                                              | Ginevra                                                               | Portogallo                                                            | 1 – 1                                                                 | Italia                                                                | Euro 2025 - Fase a gironi                                             | -                                                                     | 57’                                                                   |
| 16-7-2025                                                             | Ginevra                                                               | Norvegia                                                              | 1 – 2                                                                 | Italia                                                                | Euro 2025 - Quarti di finale                                          | -                                                                     | 77’                                                                   |
| 22-7-2025                                                             | Ginevra                                                               | Inghilterra                                                           | 2 – 1 dts                                                             | Italia                                                                | Euro 2025 - Semifinali                                                | -                                                                     | 89’                                                                   |
| Totale                                                                |                                                                       | Presenze                                                              | 32                                                                    |                                                                       | Reti                                                                  | 1                                                                     |                                                                       |

## Palmarès

### Club

#### Competizioni giovanili
- Campionato Primavera: 3

Res Roma: 2014-2015, 2015-2016, 2016-2017

#### Competizioni nazionali
- Coppa Italia: 2

Roma: 2020-2021, 2023-2024
- Supercoppa italiana: 2

Roma: 2022, 2024
- Campionato italiano: 2

Roma: 2022-2023, 2023-2024

### Individuale
- Golden Girl: 1

Miglior italiana Under-21: 2019
- Gran Galà del calcio AIC: 2

Squadra dell'anno: 2022, 2023